# Melon canari

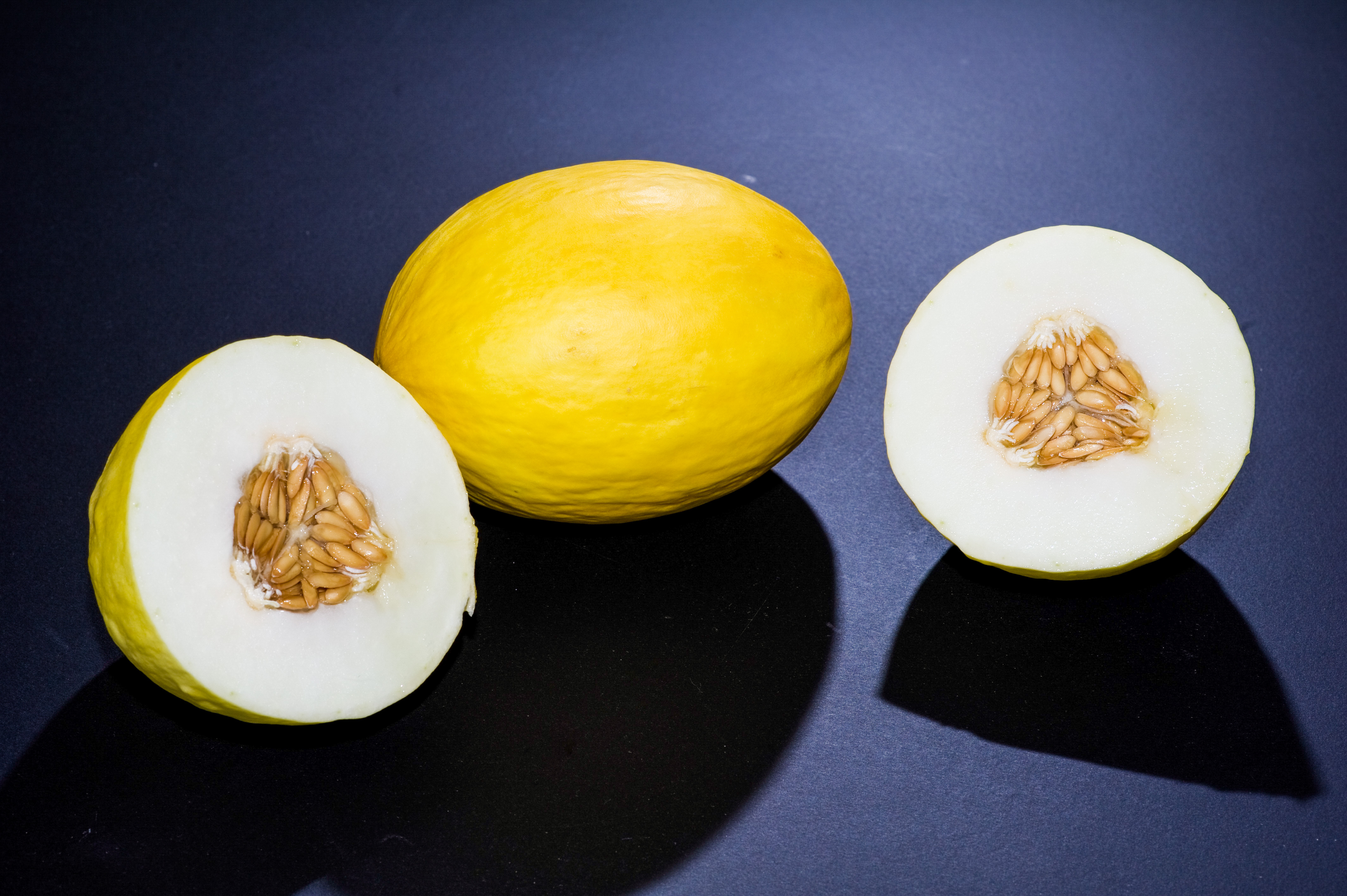
Vue du melon canari entier et coupé.

Le melon canari, parfois aussi appelé melon d'hiver, également fréquemment désigné sous le nom de melon jaune, est un cultivar du melon de l'espèce Cucumis melo, groupe Inodorus, dans la famille des cucurbitacées. Il s'agit d'un gros melon allongé jaune vif avec une chair intérieure vert pâle à blanche. 
Il pèse en moyenne entre 1,5 et 2,5 kilogrammes et mesure 25 à 30 centimètres de long pour un diamètre d'environ 12 à 18 centimètres.
Ce melon a une saveur distinctement sucrée qui est légèrement plus piquante qu'un melon miel. La chair ressemble à celle d'une poire mais est plus douce. À maturité, la croûte a une sensation légèrement cireuse. Le nom vient de sa couleur jaune vif, qui ressemble à celle du canari. Ce melon est à l'occasion commercialisé sous le nom de melon Juan Canary et peut être trouvé dans différentes tailles et formes. Il est commun dans certaines parties de l'Asie, par exemple au Japon et en Corée du Sud, en Algérie et au Maroc. Les variétés comprennent le melon Fonzy plus petit et rond, cultivé au Mexique.
Il est préférable de le conserver à 15 °C. 